# Bacary Sagna
Bacary Sagna (Sens, 14. veljače 1983.) umirovljeni je francuski nogometaš senegalskih korijena. Igrao je na poziciji braniča. Francuski nogometni izbornik objavio je u svibnju 2016. godine popis za nastup na Europskom prvenstvu u Francuskoj, među kojim je i Sagna bio. Sagna je napustio Manchester City u lipnju 2017. godine, nakon što mu je istekao ugovor s Bluesima.

## Vanjske poveznice
- Profil na Transfermarktu
- Profil na Soccerwayu